# Nikita Ivánovich Panin
Nikita Ivánovich Panin (Ники́та Ива́нович Па́нин) (29 de septiembre de 1718 - 11 de abril de 1783) fue un  conde e influyente hombre de Estado ruso y mentor político de Catalina la Grande durante los primeros dieciocho años de su gobierno, así como tutor de su hijo Pablo, futuro zar Pablo I de Rusia. Defendió la Alianza del Norte y mantuvo fuertes lazos con Federico el Grande de Prusia. Su acérrima oposición a las Particiones de Polonia llevó a su reemplazo por el más obediente kniaz Aleksandr Bezborodko.
Es tío de Nikita Petróvich Panin.
- Datos: Q366046
- Multimedia: Nikita Ivanovich Panin / Q366046